# Ginkgoblätter
Die Ginkgoblätter (voller Titel: Ginkgoblätter : Kurzmitteilungen) ist die vierteljährlich erscheinende Mitgliederzeitschrift der Deutschen Dendrologischen Gesellschaft (DDG). Sie erschienen erstmals 1997 mit Nummer 66 und setzen damit die Zählung des Vorgängers Kurzmitteilung / Deutsche Dendrologische Gesellschaft fort, der erstmalig 1968 erschien. In der Zeitschrift aufgegangen ist das unter dem Titel Mitgliederverzeichnis / Deutsche Dendrologische Gesellschaft laufende Mitgliederverzeichnis der DDG.

## Inhalt
Die „Ginkgoblätter“ enthalten unter anderem Veranstaltungs- und Fortbildungshinweise der DDG und anderer, sich Gehölzen widmender Organisationen. Auch finden sich Beschreibungen von Baum- und Straucharten sowie Reiseberichte in der Vierteljahresschrift. Dem eigenen Verständnis zufolge wollen die Ginkgoblätter „eine Plattform für Mitteilungen und Diskussionen“ bieten.